# Кусаки
Кусаки, или аэдесы (лат. Aedes) — род кровососущих комаров, распространённых в тропической и субтропической зонах по соседству с людьми. Найден на всех континентах, за исключением Антарктиды. Эти комары маленькие с белыми полосками на теле и на коленях. Несколько видов этого рода переносят опасные для человека болезни. Могут выступать в роли опылителей.

## Систематика
К роду относят около 965 видов. В нём от 40 до 71 подродов (Aedes, Diceromyia, Finlaya, Stegomyia и др.), некоторым придают статус самостоятельного рода.

## Этимология
Название роду дал немецкий энтомолог Йоханн Вильгельм Мейген в 1818 году и оно происходит от слова греч. ἀηδής — неприятный, гнусный, отвратительный. Это название ему дано из-за того, что он является разносчиком болезней, например, жёлтой лихорадки и лихорадки денге.

## Генетика
Данные для вида Aedes malayensis:
Кариотип: 6 хромосом (2n)
Геном: 0,94 пг (C value)

## Заметки
1. ↑  Мамаев Б. М., Медведев Л. Н., Правдин Ф. Н. Определитель насекомых европейской части СССР. — М.: Просвещение, 1976. — С. 260. — 304 с.
2. ↑  Горностаев Г. Н. Насекомые СССР. / под редакцией Г. А. Мазохина-Поршнякова. — М.: Мысль, 1970. — С. 309. — 372 с.
3. ↑  Gorham J. R. Orchid Pollination by Aedes Mosquitoes in Alaska // The American Midland Naturalist. — 1976. — Т. 95, вып. 1. — С. 208–210. — ISSN 0003-0031. — doi:10.2307/2424249. — JSTOR 2424249. Архивировано 3 марта 2020 года.
4. 1 2  Coetzee M. Culicidae / A. H. Kirk-Spriggs & B. J. Sinclair. — Manual of Afrotropical Diptera. Volume 2. Nematocerous Diptera and lower Brachycera. — Pretoria: South African National Biodiversity Institute, 2017. — С. 877—885. — ISBN 978-1-928224-12-9.
5. ↑  Becker N., Petric D., Zgomba M., Boase C., Dahl C., Lane J., Kaiser A. Mosquitoes and their control. — New York, Boston, Dordrecht, London, Moscow: Plenum Publishers, 2003. — С. 383—384. — 498 с.
6. ↑  Reinert J. F., Harbach R. E., Kitching I. J. Phylogeny and classification of Aedini (Diptera: Culicidae), based on morphological characters of all life stages (англ.) // Zoological Journal of the Linnean Society. — 2004-11. — Vol. 142, iss. 3. — P. 289–368. — ISSN 0024-4082 1096-3642, 0024-4082. — doi:10.1111/j.1096-3642.2004.00144.x. Архивировано 21 июня 2022 года.
7. ↑  Rao, P.N. and K.S. Rai (1987). Inter and intraspecific variation in nuclear DNA content in Aedes mosquitoes. Heredity 59: 253—258.
8. ↑  База данных о размерах геномов животных. Дата обращения: 16 мая 2010. Архивировано 4 марта 2016 года.